# 盖恩萨
盖恩萨（西班牙語：Gainza）是西班牙巴斯克自治区吉普斯夸省的一个市镇。总面积6平方公里，总人口133人（2001年），人口密度22人/平方公里。